# Hady Khashaba
Hady Sherif Khashaba (arabe : هادي شريف خشبة) (né le 12 décembre 1972 à Assiout en Égypte) est un footballeur international égyptien, qui évoluait au poste de milieu de terrain.
Il a joué pour l'équipe d'Égypte et pour le club du Caire du Al Ahly (dont il fut un des piliers).
Il est aujourd'hui l'actuel directeur technique de son club formateur de toujours, l'Al Ahly.

## Biographie

### Carrière en sélection
Avec l'équipe d'Égypte, avec laquelle il a disputé trois Coupes d'Afrique des nations en 1996, 2000, 2004. 
Il a participé avec l'Égypte aux Jeux olympiques de Barcelone 1992 et faisait partie initialement de l'équipe qui remportera la CAN 1998 mais il devra y renoncer en raison de la maladie de son fils. 
Il fut élu deux fois Joueur égyptien de l'année en 1995 et 1997.

## Palmarès

### Avec Al Ahly
- Ligue des champions de la CAF (3) : 2001, 2005 et 2006

- Coupe d'Afrique des vainqueurs de coupe de football (1) : 1993

- Supercoupe de la CAF (3) : 2001, 2005 et 2006

- Ligue des champions arabes (1) : 1996

- Championnat d'Égypte de football (9) : 1994, 1995, 1996, 1997, 1998, 1999, 2000, 2005 et 2006

- Coupe d'Égypte de football (7) : 1991, 1992, 1993, 1996, 2001, 2003, 2006

- Supercoupe d'Égypte de football (2) : 2003 et 2005

- Supercoupe Arabe (2) : 1997 et 1998

- Coupe Afro-Européenne (1) : 2001

### Personnel
- Élu meilleur footballeur égyptien de l'année : 1995 et 1997